# Kebba Ceesay
Pour les articles homonymes, voir Ceesay.
Kebba Ceesay est un footballeur gambien, né le 14 novembre 1987 à Bakau en Gambie. Il évolue comme arrière droit.

## Palmarès
Vierge